# Scheelehaus (Stralsund)
Das Gebäude mit der postalischen Adresse Fährstraße 23, auch Scheelehaus genannt, ist ein denkmalgeschütztes Bauwerk im Stadtgebiet Altstadt der Stadt Stralsund. Zusammen mit dem benachbarten Haus Fährstraße Fährstraße 24 bildet es eine Einheit.

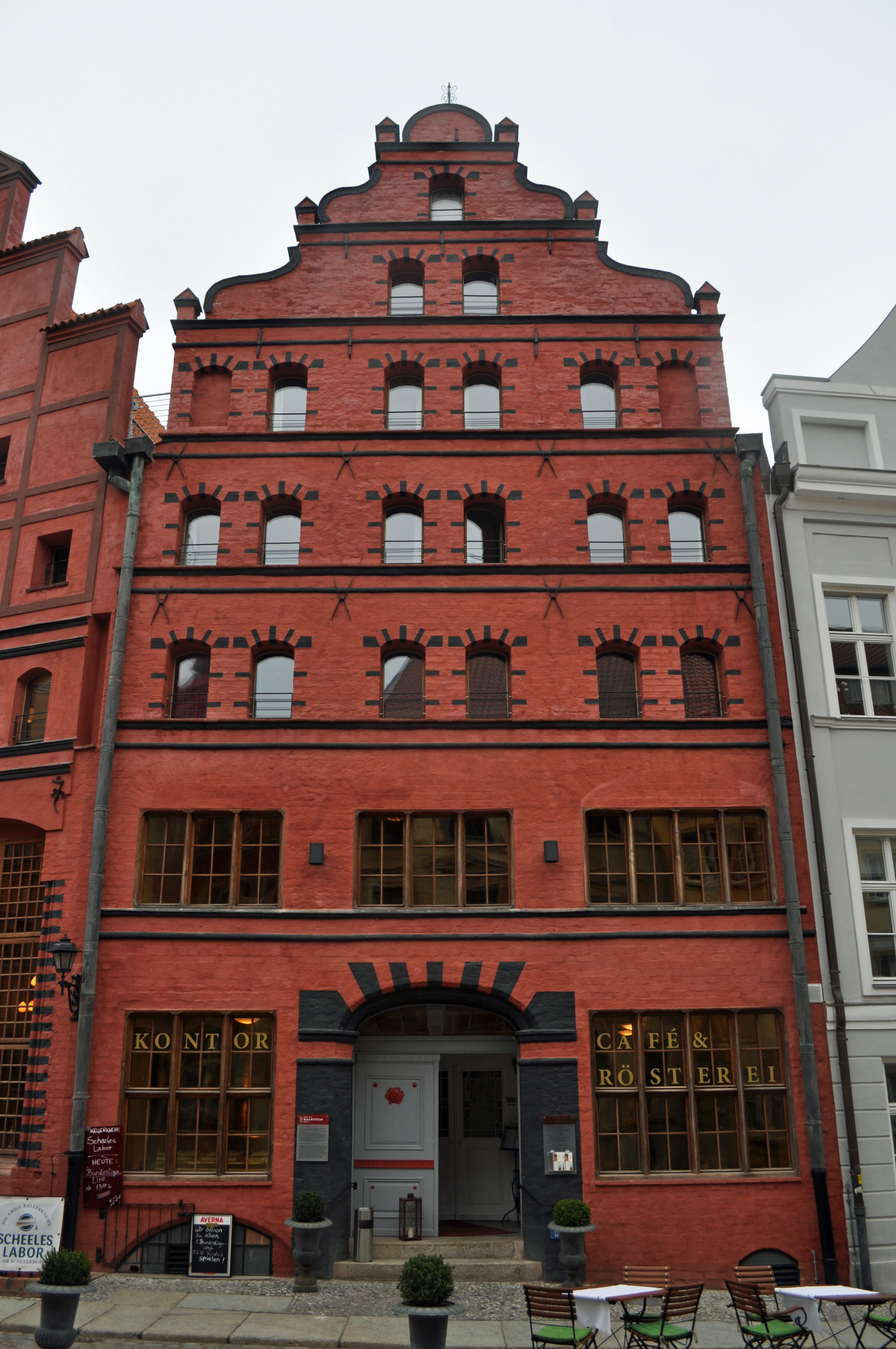
Das Haus Fährstraße 23 in Stralsund (2012)

Das viergeschossige giebelständige Haus wurde im 14. Jahrhundert als Dielenhaus errichtet. Im 17. Jahrhundert wurde es umgestaltet; in dieser Fassung ist es heute zu sehen. Im 19. Jahrhundert wurde es nochmals umgestaltet. Bei der umfangreichen Sanierung in den Jahren 1980 bis 1983 wurde es auf die Fassadenfassung des 17. Jahrhunderts gebracht.
Die Fassade wird durch ein mittiges Korbbogenportal mit je einem flankierenden rechteckigen Fenster sowie drei ebenfalls rechteckigen Fenstern im ersten Obergeschoss gekennzeichnet. Das zweite und dritte Obergeschoss sowie der abgestufte, geschweifte Giebel weisen segmentbogige Luken auf.
Im Hausflur des Gebäudes weist eine Gedenktafel darauf hin, dass in diesem Haus Carl Wilhelm Scheele geboren wurde und seine Kindheit verbrachte. Nach einer Sanierung in den 1980er Jahren hatte der Kulturbund der DDR hier seinen Sitz, später die Kulturabteilung des Rates der Stadt. Seit 2004 stand das Haus in Teilen leer. Der große Scheele-Saal wurde von Vereinen, wie dem „Kulturbund“ und dem „Filmclub Blendwerk“, regelmäßig genutzt.
Beide Gebäude befanden sich bis 2010 in einem sanierungsbedürftigen Zustand. Sie waren im Besitz der Stadt Stralsund, da ein Verkauf bis dato am hohen Sanierungsaufwand scheiterte. Als Zwischenlösung wurden die Räume für eine Ausstellung von Modellen der Gebäude Stralsunds genutzt. Im März 2010 erwarb Joachim Siemers, Chef der Altonaer Kistenfabrik Adolf Siemers, die Gebäude für 90.000 Euro; vom Kaufpreis von 1,6 Millionen Euro waren die Kosten für Sanierungsfehler aus den 1980er Jahren abgezogen worden. Er ließ die Häuser sanieren und eröffnete in den Räumlichkeiten Gaststätten und das Hotel Scheelehof. Zur Sanierung der Häuser war im Jahr 2010 die Scheelebau GmbH gegründet worden, die noch während der Sanierung im Jahr 2011 Insolvenz anmeldete; im Dezember 2016 wurde ein Prozess (u. a. wegen Insolvenzverschleppung) gegen Klaus Zickenheiner (Geschäftsführer Scheelebau GmbH) und Joachim Siemers eröffnet.
Das Haus liegt im Kerngebiet des von der UNESCO als Weltkulturerbe anerkannten Stadtgebietes des Kulturgutes „Historische Altstädte Stralsund und Wismar“. In die Liste der Baudenkmale in Stralsund ist es mit der Nummer 174 eingetragen.